# Pedro Correia da Silva
Pedro Augusto Correia da Silva (Lisboa, Encarnação, 27 de março de 1836 – Lisboa, Santa Isabel, 8 de dezembro de 1893) foi um jornalista, editor e político português.

## Biografia
Pedro Augusto nasceu na freguesia da Encarnação, em Lisboa, a 27 de março de 1836, filho de João José da Assunção e Silva e de D. Jesuína Amália Correia da Silva; era irmão mais novo de Carlos Eugénio Correia da Silva, mais tarde 1.º Visconde e 1.º Conde de Paço de Arcos. De rapaz, terá sido destinado a uma carreira de armas, tendo ainda vestido a farda de cadete de lanceiros antes de abandonar a vida militar.
Era membro do Partido Regenerador, pelo qual foi eleito deputado, em várias legislaturas e por diferentes círculos (1875-78, 1879 e 1880-81, Díli, Timor; 1882-1884, Sertã; 1884-1887 e 1887-89, Margão, Índia). Também foi eleito Par do Reino, pelo distrito de Évora, em abril de 1890.
Enquanto editor, desenvolveu uma atividade intensa: criou as coleções Biblioteca dos Dois Mundos, Biblioteca Pedro Correia e Biblioteca Económica; publicou a História de Portugal de Pinheiro Chagas, o Diccionário Popular, que ele dirigiu, e outras obras que este autor traduziu; também publicou obras de Camilo Castelo Branco, Honoré de Balzac, Alexandre Dumas; no campo da imprensa periódica, fundou o Diario Illustrado (1872–1911), o Correio da Europa (1878–1922), o Portugal Pittoresco (1883–1885), e a Illustração Portugueza (1884–1890).
Ao fim de dois anos de doença e sofrimentos pulmonares, faleceu em 8 de dezembro de 1893, em sua casa na Travessa de Santa Quitéria, n.º 56, 1.º, na freguesia de Santa Isabel, em Lisboa, de um ataque de influenza. Foi sepultado no Cemitério Oriental de Lisboa.